# Пјевајте нешто љубавно
Пјевајте нешто љубавно (хрв. Pjevajte nešto ljubavno) је хрватски дугометражни филм, премијерно приказан на пулском фестивалу 2007. године.Филм је спој више жанрова и важи за најбољи хрватски филм у задњих 15 година, који не спада искључиво у жанр драме. Велики број глумаца који су глумили у овом филму, глумили су и у тв серији Битанге и принцезе и ту се види директан утицај редитеља Горана Куленовића.

## Кратак садржај
Главни лик Струја (Иван Херцег) је лидер демо бенда „Кад је прљави Хари упознао прљаву Сели“ и има недоумица са бившом девојком Ањом (Олга Пакаловић) која носи Струјино дете. Бенду треба новац за снимање плоче. Међутим, паре не набављају све док клавијатуриста Марио (Иван Ђуричић) не добија понуду да свирају на свадби на којој не познају младенце. Уз мале несугласице, сви чланови бенда прихватају да свирају на свадби. Истовремено, полицајац Синиша (Енез Вејовић) жели да ухапси бубњара Жлајфу (Хрвоје Кечкеш) због поседовања дроге, али захваљујући Струји, он остаје ван затвора. Долази дан свадбе, бенд се спрема, а басиста Дени (Иван Гловацки) признаје своје љубавне циљеве. Долази почетак весеља, улазе младенци Ања и полицајац Саша. Ањина удадба шокира Струју и уместо да свирају веселе песме, репертоар почињу песмом „Мој бијели лабуде“ од Прљавог казалишта. Након паузе, Струја сам свира део песме „Супермен“ од Хладног пива. Саша губи контролу над собом, и након кратке туче са Струјом, уз пиштољ одводи њега и Ању у склониште за сведоке. Родбина се групише и почиње потера за Сашом. Младин отац, Божа (Жарко Поточњак) је херој ове ситуације, јер је добио метак од Саше и задржао га све док није дошла полиција и ухапсила га. Саша се заклиње да ће убити Струју. Струјин отац убија Сашу чим је изашао из затвора.

## Музика
Музичку подлога представња рок сцену са простора бивше Југославије. Коришћене су између осталог песме од Прљавог казалишта, Хладног пива, Хаустора, Нових фосила, Хариса Џиновића, Лета 3, Рибље чорбе, Ђорђа Новковића.

## Награде и фестивали
- Пула 2007. - награда публике Златна врата Пуле[1][4]; Златна Арена за сценографију[2]; Златна Арена за костимографију[4][2]
- Мотовун Филм Фестивал 2007. - Награда публике[1]
- 30. Фестивал медитеранског филма у Монпељеу 2008. године[1]
- MovEast Film Festival, Pécs , Мађарска, 2008.[2]
- Balkan Snapshots Film Festival, Холандија, 2008.[2]
- Exground festival Wiesbaden, Немачка, 2008.[2]